# ARNsn U1

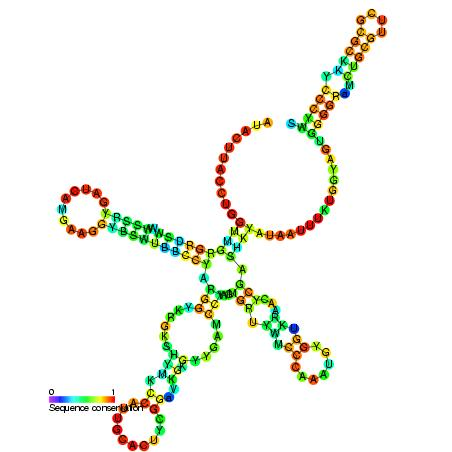
Un ARNsn U1. Les parties rouges sont les parties invariantes. U1 se fixe sur le site d'épissage 5' de l'intron près de sa propre extrémité 5' que l'on trouve dans la principale partie rouge de la grande pseudo boucle centrale.

L’ARNsn U1 est un petit ARN nucléaire (ARNsn) entrant dans la composition des petites ribonucléoprotéines nucléaires U1, un complexe ARN-protéine qui se combine avec d'autres snRNP, des ARN pré-messagers non modifiés et diverses autres protéines pour former un splicéosome, un grand complexe moléculaire ARN-protéine qui réalise l'épissage des pré-ARNm],. L'épissage, ou la suppression des introns, est une étape majeure de la maturation post-transcriptionnelle des ARN et se déroule dans le noyau des cellules eucaryotes.
La petite ribonucléoprotéine nucléaire U1 reconnaît et se lie à la séquence du site d'épissage 5' d'un intron faisant partie d'un brin de pré-ARNm. L'expérimentation a démontré que la fixation de l'ARNsn au site d'épissage est nécessaire, mais n'est pas suffisante, pour commencer l'assemblage du splicéosome.
Il existe des différences significatives dans les séquences et les structures secondaires entre les ARNsn U1 des métazoaires et la levure, ces derniers étant beaucoup plus longs que les premiers (568 nucléotides par rapport à 164 nucléotides chez l'homme). Néanmoins, les prédictions de structure secondaire suggèrent que tous les ARNsn U1 partagent un «socle commun» constitué des hélices I, II, la région proximale du III et IV. Cette famille ne contient pas de chaines plus grandes que celle de la levure.